# RN14 (Dschibuti)
Die RN14 ist eine Fernstraße in Dschibuti, die in Tadjoura an der Ausfahrt der RN9 beginnt und in Obock an der Zufahrt zu der RN15 endet. Sie ist 60 Kilometer lang.